# Eoophyla piscatorum
Eoophyla piscatorum là một loài bướm đêm trong họ Crambidae.